# Rosalejo
Rosalejo é um município da Espanha na comarca de Campo Arañuelo, província de Cáceres, comunidade autónoma da Estremadura. Tem 40,2 km² de área e em 2021 tinha 1 383 habitantes (densidade: 34,4 hab./km²). Faz parte da Mancomunidade de Campo Arañuelo.